# ポアソンの法則
ポアソンの法則（ポアソンのほうそく）は、理想気体を断熱条件の下で準静的に変化させた時の圧力と体積の関係を示す法則である。

## 関係式
ポアソンの法則は、理想気体を断熱条件の下で準静的に変化させた時、圧力 p と体積 V が
{\displaystyle pV^{\gamma }={\text{const.}}}
で関係付けられることを主張する。ここで指数 γ は比熱比で与えられる。
理想気体の状態方程式 p = RT/V を用いれば
{\displaystyle TV^{\gamma -1}={\text{const.}}}
と変形される。
さらに、比熱比 γ は自由度の1/2に相当する定数 c （単原子分子の場合はｃ＝3/2）と γ = 1 + 1/c で関係付けられるので
{\displaystyle T^{c}V={\text{const.}}}
と表すこともできる。

## 導出
熱力学第一法則 Q = W + ΔU から、断熱条件 Q = 0 の下では
{\displaystyle W+\Delta U=0}
が成り立つ。準静的過程では無限小変化に置き換えられ、系が外部に行う仕事は d'W = pdV と表されるので
{\displaystyle dU+p\,dV=0}
と変形できる。ここで理想気体の状態方程式 p = RT/V と内部エネルギーの微分 dU = cRdT から
{\displaystyle c{\frac {dT}{T}}+{\frac {dV}{V}}=0}
が得られる。両辺を積分すれば
{\displaystyle c\ln {\frac {T}{T_{0}}}+\ln {\frac {V}{V_{0}}}=\ln {\frac {T^{c}V}{T_{0}^{c}V_{0}}}=0}
{\displaystyle T^{c}V=T_{0}^{c}V_{0}={\text{const.}}}
が得られる。

## エントロピーとの関係
準静的な断熱過程においてはエントロピーが一定となる。ポアソンの法則における右辺の定数はエントロピーの関数として表されることを意味している。具体的には理想気体のエントロピーが
{\displaystyle S=R\ln {\frac {T^{c}V}{K}}}
と表されるので
{\displaystyle T^{c}V=K\exp(S/R)}
となる。圧力と体積で表せば
{\displaystyle pV^{\gamma }=K'\exp(S/cR)}
となる。従って右辺の定数はエントロピーに指数的に依存していることが分かる。

## 実在気体
実在気体を断熱条件の下で準静的に変化させた場合は、指数を等エントロピー指数（isentropic exponent） κ に置き換えて
{\displaystyle pV^{\kappa }={\text{const.}}}
と表される。右辺の定数は理想気体の場合と同じくエントロピーの関数として表される。
エントロピー S を固定して体積 V で偏微分すれば
{\displaystyle V^{\kappa }\left({\frac {\partial p}{\partial V}}\right)_{S}+\kappa pV^{\kappa -1}=0}
となり、等エントロピー指数が
{\displaystyle \kappa =-{\frac {V}{p}}\left({\frac {\partial p}{\partial V}}\right)_{S}}
であることが導かれる。